# Paige Brooks
Paige Brooks (* März 1980 in Mobile, Alabama) ist eine US-amerikanische Schauspielerin, Tänzerin, Sängerin und Model.

## Leben
Brooks studierte an der Tulane University in New Orleans und erhielt ein Bachelor of Arts in Broadcast Journalism/Communication. Anschließend bereiste sie die Welt und lebte in Los Angeles, New York City, Miami, New Orleans, Philadelphia, Mailand, Italien und Frankreich.
Am 4. Mai 1997 gewann sie den Titel Miss Alabama USA 1998. Ihre Schwester Heather Baugh war Titelverteidigerin des Titels Miss Alabama Teen USA 1998. Brooks vertrat Alabama beim Schönheitswettbewerb Miss USA 1998, verfehlte aber die Top Ten.
Ihren ersten Fernsehauftritt hatte sie 1995 in der Serie Der Klient. Weitere Auftritte in Fernsehserien folgten wie etwa in Seven Days – Das Tor zur Zeit (1998), Star Trek: Deep Space Nine (1999), Baywatch – Die Rettungsschwimmer von Malibu (1999), Shasta McNasty (1999), Roswell (2000) und Charmed – Zauberhafte Hexen (2000).
Filme, in denen sie auftrat, sind unter anderem 3 Engel für Charlie (2000), The Collaboration (2001), Life at Five Feet (2002), Cash Cowboy (2002) und Men in Black II aus dem Jahr 2002, in dem sie die Prinzessin Lauranna spielt.

## Filmografie (Auswahl)

### Filme
- 2000: 3 Engel für Charlie (Charlie's Angels)
- 2001: The Collaboration
- 2001: Runners
- 2002: Life at Five Feet (Fernsehfilm)
- 2002: Cash Cowboy
- 2002: Men in Black II
- 2003: Hollywood Cops

### Fernsehserien
- 1995: Der Klient (The Client, eine Folge)
- 1998: Seven Days – Das Tor zur Zeit (Seven Days, zwei Folgen)
- 1999: Star Trek: Deep Space Nine (eine Folge)
- 1999: Baywatch – Die Rettungsschwimmer von Malibu (Baywatch, eine Folge)
- 1999: Shasta McNasty (zwei Folgen)
- 1999: Beverly Hills, 90210 (eine Folge)
- 1999: Alle lieben Raymond (Everybody Loves Raymond, eine Folge)
- 2000: V.I.P. – Die Bodyguards (V.I.P., eine Folge)
- 2000: Roswell (eine Folge)
- 2000: Charmed – Zauberhafte Hexen (Charmed, eine Folge)
- 2002: Crossing Jordan – Pathologin mit Profil (Crossing Jordan, eine Folge)
- 2003: The Guardian – Retter mit Herz (The Guardian, eine Folge)
- 2007: Dirt (eine Folge)